# Fetiche por balões

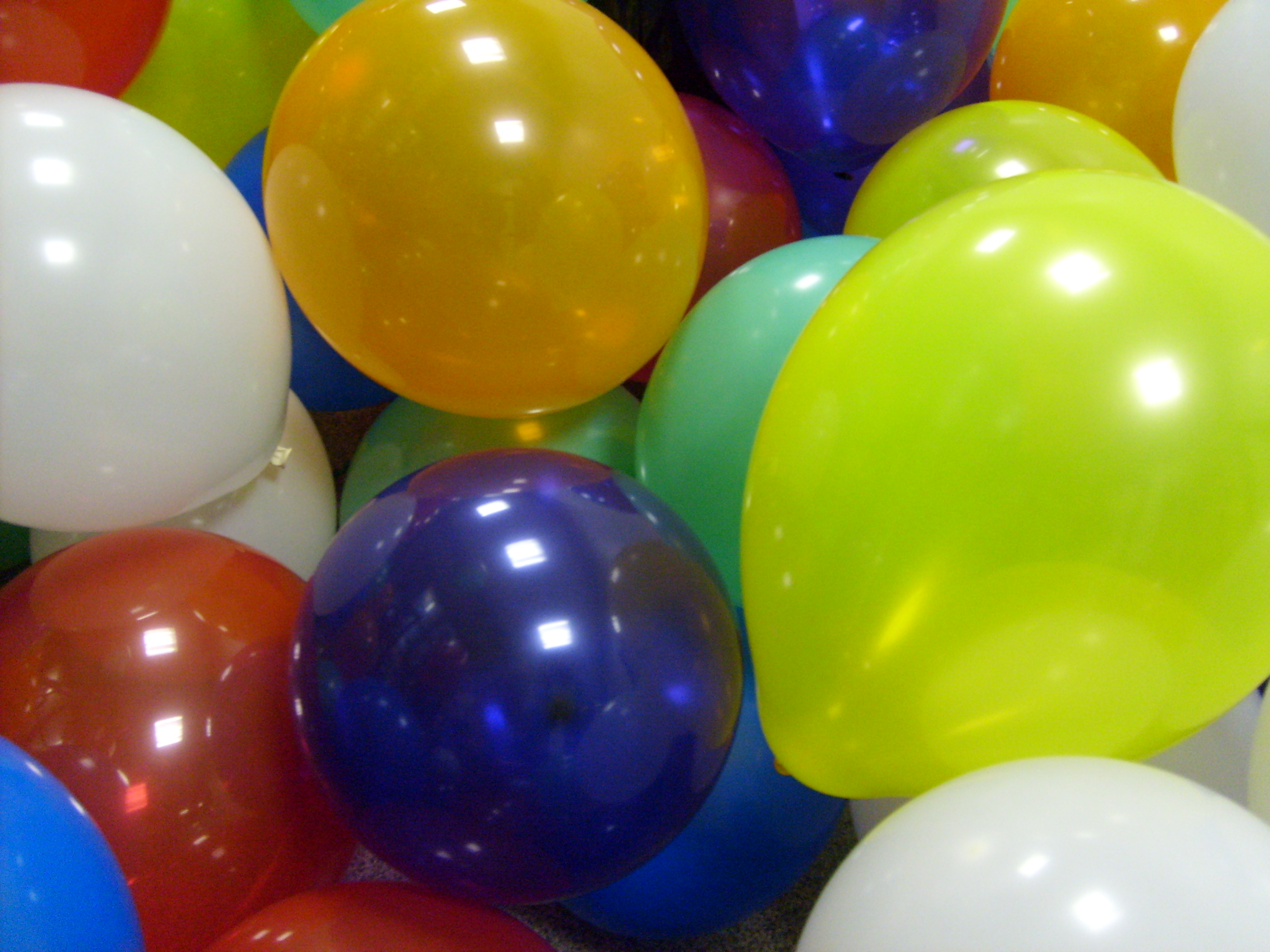
Balões coloridos

Fetiche por balões é um fetiche sexual onde o portador se excita ao ver e tocar balões de latex (bexigas, bolas de festa).

## O Fetiche
O fetiche por balões é derivado da inflatofilia, que é o fetiche sobre infláveis e o ato de inflar. O portador deste fetiche se excita com a forma, volume, cor, movimento e cheiro dos balões. Os balões podem ser usados individualmente para masturbação ou com o parceiro sexual.
É observado neste fetiche que seus adeptos tem ou tiveram medos de balões e bexigas na infância. Costuma-se manifestar no início da adolescência. É mais comum em homens que em mulheres.
É considerado um fetiche obscuro e pouco conhecido, mas tem crescido em popularidade na Internet nos últimos anos. Sites comerciais vendem o acesso a galerias de fotos e vídeos de mulheres nuas interagindo com balões maiores que o habitual. Há também o comércio desses balões maiores para quem deseja adquiri-los.

### Looners
Os adeptos deste fetiche se autodenominam Looners; essa subcultura se divide em popper e non-popper.
- Poppers são os que sentem prazer em estourar os balões.
- Non-poppers são os que sentem prazer em manipular os balões, mas sem estourá-los.

Os Looners são também considerados uma sub-cultura dentro do furry fandom, atualmente em crescimento e expansão. A maioria dos looners mais novos tem contato com o fetiche dentro se servidores de Discord de furries.

## Mídia
Em 1974, o americano Buster Bill enviou a uma revista erótica um anúncio perguntando quem se excitava com balões de festa e pediu que lhe mandassem cartas. Ele recebeu centenas de cartas de resposta e montou um clube de correspondência com pessoas do mundo inteiro. Em 1994, o clube abriu uma lista de discussão por e-mail, o Balloon Buddies. Desde então milhares de pessoas do mundo inteiro já passaram pela lista. Com o advento da Internet, esse fetiche se tornou mais conhecido estimulando a criação de muitos sites e comunidades especializadas. Uma simples busca pelos termos "balloon fetish" e "looner" no YouTube retorna centenas de resultados.
Mais recentemente, nos anos 2010, alguns programas de TV abordaram o tema, como o Taboo da National Geographic Channel e o Strange Sex do canal TLC (exibido no Brasil pelo canal Discovery Channel).
Em 2014, o site Vice fez uma reportagem com a australiana "GrimLooner" uma mulher que confessou ter desenvolvido o fetiche ainda na infância.
Em 2018, outra mulher adepta deste fetiche ficou conhecida na imprensa, a alemã Maggy BerLoon. Ela atualmente possui um site informativo sobre esse fetiche, a Looners United e uma loja que vende balões especiais para looners, a Balloons United.
Em 2019, o estilista escocês Christopher Kane apresentou uma coleção inspirada no universo looner. Foram disponibilizados para a venda a camisa “LOONER” com um desenho de um balão e um tênis temático.

## Comunidades
As principais redes sociais possuem grupos/foruns para looners, como o Facebook. Na web, o maior fórum de looners da atualidade é o BlowToPop.net.